# Kaparna Speedway
Kaparna Göteborg właśc. Kaparna Speedway – żużlowy klub z Göteborgu (południowa Szwecja). Drużyna wywalczyła trzy tytuły mistrza Szwecji (ostatnio w 2003). W sezonie 2007 jest beniaminkiem.

## Skład na sezon 2007
- Rafał Szombierski
- Chris Louis
- Matej Žagar
- Rafał Dobrucki
- Rienat Gafurow
- Piotr Paluch
- Jacek Krzyżaniak
- Paweł Hlib
- Kim Jansson
- Daniel Nermark
- Dienis Gizatullin
- Michael Berntsson
- Thomas Karlsson
- Jeremia Thelaus
- Stefan Dannö

## Osiągnięcia
- Drużynowe Mistrzostwa Szwecji:
  - złoto: 3 (1968, 1970, 2003)
  - srebro: 7 (1955, 1957, 1959, 1961, 1962, 1984, 2002)
  - brąz: 6 (1958, 1963, 1964, 1965, 1983, 1985)